# سیارک ۵۲۳۰۹
سیارک ۵۲۳۰۹ (به انگلیسی: 52309 Philnicolai، نامگذاری:1991TQ7) پنجاه و دو هزار و سیصد و نهمین سیارک کشف شده‌است که در ۷ اکتبر ۱۹۹۱ کشف شد.